# Onesia spatuliforceps
Onesia spatuliforceps är en tvåvingeart som beskrevs av Hiromu Kurahashi 1987. Onesia spatuliforceps ingår i släktet Onesia och familjen spyflugor. Inga underarter finns listade i Catalogue of Life.